# 49А-04 (автодорога)
49А-04 — автомобильная дорога общего пользования регионального значения Новгородской области, имеющая начало в Великом Новгороде и заканчивающаяся на границе Новгородской и Ленинградской областей (границе Батецкого и Лужского районов). На границе областей автодорога стыкуется с автодорогой 41К-141, ведущей в город Луга. Совместно с ней, они соединяют две федеральных автодороги:  М10 «Россия» и Р-23 «Псков», а также являются частью перспективного автодорожного маршрута Усть-Луга — Великий Новгород — Москва.  Ранее, в некоторых источниках, эти две автодороги упоминались как единая трасса Р47 "Великий Новгород - Луга". Данное название в настоящий момент не существует.
Трасса 49А-04 протяжённостью 70,2 км, проходит по территории Новгородского и Батецкого районов Новгородской области. 

## История
Автодорога была построена в 1975 году.

## Маршрут
Новгородская область
Новгородский район
- Начало трассы — Памятник новгородским Авиаторам (Круговое движение)
- Сырково (поворот)
- Пересечение с автодорогой 49К-16 (Юго-западный обход Великого Новгорода)
- жд.ст. Нащи
- Нащи (поворот)

Батецкий район
- Перекрёсток дорог на п.Тёсово и на ж/д ст. Люболяды
- Жестяная Горка (поворот)
- Бор
- Чёрное (поворот)
- Поворот на д.Мойка
- Головская
- Остров (поворот)
- поворот в Батецкий со стороны Новгорода
- пересечение с железной дорогой Санкт-Петербург — Дно
- поворот в Батецкий со стороны Луги
- Жегжичино
- Белая
- Ташино

Граница Новгородской и Ленинградской областей
Лужский район

## Достопримечательности
0 км — Памятник новгородским Авиаторам (Ил-28)
1 км — Владимирский собор в п.Сырково
29 км — Мемориал погибшим в годы Великой Отечественной войны (место массовых расстрелов мирного населения под Жестяной горкой)
34 км — Вознесенская церковь в д.Чёрное
51 км/58км — Церковь Сошествия Святого Духа в Батецком
61 км — Церковь Димитрия Солунского в Городне